# Lumbaca-Unayan
Lumbaca-Unayan (Bayan ng Lumbaca-Unayan) är en kommun i Filippinerna. Kommunen ligger på ön Mindanao, och tillhör provinsen Lanao del Sur. Folkmängden uppgår till 11 766 invånare.
Lumbaca-Unayan är indelat i 9 barangayer.